# Aeropuerto de Ängelholm-Helsingborg
El Aeropuerto de Ängelholm-Helsingborg (en sueco: Ängelholm-Helsingborg flygplats) (IATA: AGH, OACI: ESTA) está situado en la provincia histórica de Escania, en Suecia, y presta servicio principalmente al noroeste de la misma. Se encuentra a 34 km de la ciudad de Helsingborg y a 7 km de Ängelholm.

## Aerolíneas y destinos
| Aerolíneas            | Destinos                                         |
| --------------------- | ------------------------------------------------ |
| Braathens Regional    | Estocolmo-Bromma Estacional: Sälen–Trysil, Visby |
| Scandinavian Airlines | Estocolmo-Arlanda Estacional: Åre Östersund      |

## Estadísticas
Ver fuente y consulta Wikidata.